# Jan Smeltekop
Jan Smeltekop (Groningen, 20 juli 1954) is een Nederlandse kunstschilder.

## Leven en werk
Smeltekop studeerde van 1975 tot 1980 aan de Academie Minerva in Groningen.
In 1985 werd hij genomineerd voor de Koninklijke Prijs voor Vrije Schilderkunst. Hij ontving in 1984 en in 1985 eervolle vermeldingen bij de uitreiking van de Koninklijke Subsidie voor de Schilderkunst.
Smeltekop maakt vooral abstracte kunst. Zijn voorkeur gaat uit naar olieverf op canvas, en hij kiest vaak voor grote doeken, die constructief aandoen.